# Бетти-Мохк
Бетти-Мохк (чечен. Бетт-Махка) — село в Ножай-Юртовском районе Чеченской Республики. Входит в состав Мескетинского сельского поселения.

## География
Село расположено на правом берегу реки Аксай, в 2,5 км к северо-западу от районного центра — Ножай-Юрт и в 82 км к юго-востоку от города Грозный.
Ближайшие населённые пункты: на севере — село Согунты, на северо-востоке — сёла Новый Замай-Юрт и Балансу, на востоке — село Ножай-Юрт, на юге — сёла Айти-Мохк и Совраги, и на западе — село Шовхал-Берды.

## История

### Ранний период
В период с 1958 по 1968 годы Р. М. Мунчаев провёл археологические исследования Бети-Мохкских 1-го и 2-го могильников, в селе также были обнаружены каменные антропоморфные изваяния в виде человеческой фигуры.
В 1975 году М. Х. Багаев провёл археологические исследования в окрестностях селения, в результате которых были выявлены три ранее не задокументированных могильника, относящихся к концу II—I тысячелетия до нашей эры.
В 2017 году археологам были предоставлены жителями этого поселения фрагменты конской сбруи. В состав набора входят 26 золотых накладок для уздечки и железные псалии. Археологические находки, относящиеся к аланской культуре, предположительно датируются VII—IX веками нашей эры.
В 2018 году при раскопках в Бетти-Мохк обнаружены захоронения аланской культуры VII—IX веков. Были исследованы 5 индивидуальных катакомбных захоронений, в одном из которых был обнаружен инвентарь.

### При СССР
В 1944 году после выселения чеченцев и упразднения Чечено-Ингушской АССР селение было переименовано в Ипута и заселено выходцами из соседнего Дагестана. После восстановления Чечено-Ингушской АССР в 1958 году селу было возвращено его прежнее название, а выходцы из Дагестана были возвращены на родину.

## Население
| 1990 | 2002 | 2010 |
| ---- | ---- | ---- |
| 617  | ↗710 | ↗955 |

## Образование
- Бетти-Мохкская муниципальная средняя общеобразовательная школа[13].